# Ferdinand von Lüninck

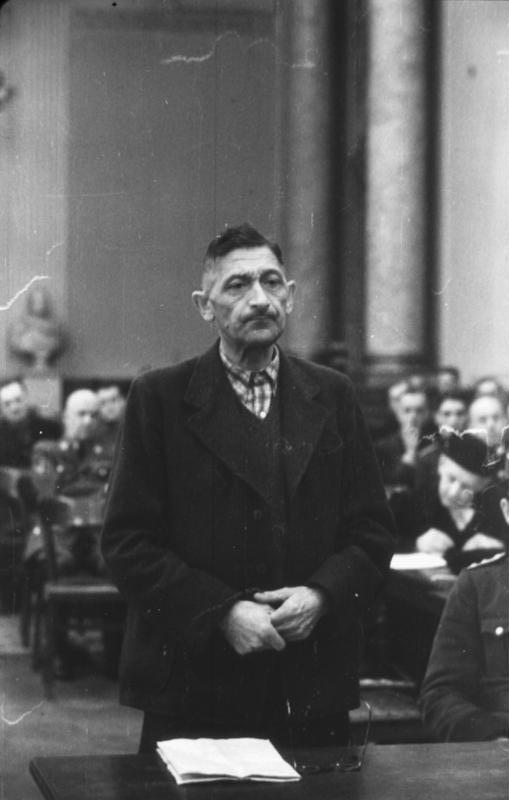
Ferdinand Freiherr von Lüninck en el Volksgerichtshof, 1944.

Ferdinand Joseph Meinolph Anton Maria Freiherr von Lüninck (3 de agosto de 1888 - 14 de noviembre de 1944) fue un terrateniente y oficial alemán.
Nacido en la finca familiar de Haus Ostwig, en Ostwig, Provincia de Westfalia, Ferdinand Freiherr von Lüninck se casó con Auguste Freiin von Gaugreben-Schönau, con quien tuvo dos hijas y tres hijos varones.
Ferdinand Freiherr von Lüninck estudió Derecho y finalmente adoptó una carrera en el gobierno. Después de la Primera Guerra Mundial, fue hasta 1922 Administrador de Distrito (Landrat) en Neuss. Más tarde, tras la muerte de su padre, se trasladó de nuevo a su hogar familiar para administrar la finca, y se hizo activo en el Landwirtschaftskammer de Westfalia, un cuerpo representante y regulador de materias relacionadas con los intereses rurales y de bosques. Dentro del Partido Nacional del Pueblo Alemán (Deutschnationale Volkspartei; DNVP) en un principio apoyó el curso que los nazis estaban tomando. Entre 1933 y 1938, fue presidente (Oberpräsident) de la Provincia de Westfalia, y hasta 1943, estuvo en el ejército como comandante de batallón en Potsdam. Después estuvo envuelto en los planes para derrocar a Hitler el 20 de julio de 1944, tras conocer a Carl Friedrich Goerdeler y Fritz-Dietlof von der Schulenburg en Berlín en 1943. Fue previsto como Comisario Político para el XX Distrito de Defensa (Danzig, actual Gdańsk, Polonia). Fue arrestado el 25 de julio de 1944, tras el fracaso del complot. Fue sentenciado a muerte por el "Tribunal del Pueblo" (Volksgerichtshof) el 13 de noviembre de 1944 y colgado en la prisión de Plötzensee en Berlín al día siguiente.